# Margarita Mora
Margarita Mora (Santo Domingo, República Dominicana, 31 de diciembre de 1920-Ciudad de México, México, 27 de abril de 1976) fue una actriz y vedette dominicana.

## Biografía
Margarita Mora nace un 31 de diciembre de 1920 en Santo Domingo, República Dominicana, hija del actor teatral de origen español José Mora Méndez y la concertista de violín y actriz alemana Fraulein Margueritee Hermann Consogni, ambos dueños de la compañía teatral Hermann-Morita que recorrió Centro y Sudamérica. Debutó a los 5 años en la compañía de sus padres y se presentó con ellos en diversos países como Cuba, Puerto Rico, Dominicana, Colombia y Venezuela, en donde alcanzó tal éxito que muchos dieron por hecho que había nacido en la región de La Guaira, en ese país en 1917 y la llamaban cariñosamente “la morita venezolana” (según varias fuentes, es verdad que nació en Venezuela, pero debido a las constantes giras de sus padres la registraron en Santo Domingo).
En 1934 Margarita participa en la embrionaria cinematografía venezolana, pues participa en el film Destino de mujer, posteriormente trabaja en la cinta Venezuela, Andalucía y América (1936), antes de ser contratada para trabajar en México, en donde hace su debut, al lado de Tito Guízar en Amapola del camino (1937), a esta le siguieron Águila o sol (1938), con Mario Moreno “Cantinflas”  y en donde Margarita baila una rumba llamada “Un meneíto na’ ma’“, considerada una de las escenas pioneras del cine de rumberas, de gran fama en la década posterior. También destacan El cementerio de las águilas (1938), con Jorge Negrete, Noche de recién casados (1941), con Emilio Tuero, Simón Bolívar (1942), con Julián Soler, Tierra de pasiones (1943), nuevamente con Negrete y con Pedro Armendáriz. Su último trabajo cinematográfico, antes de retirarse fue La ametralladora (1943), junto a un Pedro Infante que aún luchaba por ser conocido.
Margarita se casa con el periodista y guionista cinematográfico Isaac Díaz Araiza, quien fuera secretario de Cantinflas y fundador de la exitosa revista Cine mundial y por quien decide dar término a su carrera. Su hija es la escritora Margarita Díaz Mora. 
Margarita Mora muere el 27 de abril de 1976, en la Ciudad de México,  víctima de una embolia cerebral.